# Petrothrincidae
Petrothrincidae zijn een familie van schietmotten.